# Фредерик (Оклахома)
Фредерик (енгл. Frederick) град је у америчкој савезној држави Оклахома.

## Демографија
По попису из 2010. године број становника је 3.940, што је 697 (-15,0%) становника мање него 2000. године.
| Група             | 2000.         | 2010.         |
| Белци             | 2.859 (61,7%) | 2.317 (58,8%) |
| Афроамериканци    | 525 (11,3%)   | 384 (9,7%)    |
| Азијати           | 20 (0,4%)     | 13 (0,3%)     |
| Хиспаноамериканци | 1.021 (22,0%) | 1.033 (26,2%) |
| Укупно            | 4.637         | 3.940         |